# Sz (digráf)
Az Sz betűkapcsolat a magyar ábécé harmincegyedik, a kiterjesztett magyar ábécé harminckettedik betűjének számít. A latin ábécében nem szerepel.

## A betűkapcsolat hangértéke
- A betűkapcsolat kiejtése a latin ábécé S betűjének eredeti (tehát nem a magyar) kiejtésének felel meg a magyar nyelvben.
- A lengyel nyelv kiejtésében ez a betűkapcsolat a magyar S betűnek felel meg.